# 格魯什基夫齊 (卡利尼夫卡區)
49°30′41″N 28°25′39″E / 49.51139°N 28.42750°E
格魯什基夫齊（烏克蘭語：Грушківці），是烏克蘭的村落，位於該國西南部文尼察州，由赫米利尼克區負責管轄，面積2.15平方公里，海拔高度254米，2001年人口556，人口密度每平方公里258.97人。